# Jennifer Rardin
Jennifer Rardin (* 28. April 1965 in Evansville, Indiana; † 20. September 2010) war eine amerikanische Schriftstellerin.
Rardin hat kurz vor ihrem Tod ihre erste Buchreihe namens Jaz Parks vollendet. Die ersten drei Bände dieser Reihe sind auch auf Deutsch im Heyne Verlag erschienen, weitere Veröffentlichungen sind jedoch nicht geplant (Stand: Frühjahr 2011).
Rardin studierte an der Eastern Illinois University.

## Werke
- 2007: Once Bitten, Twice Shy (dt.: Ein Vampir ist nicht genug, 2009)
- 2007: Another One Bites the Dust (dt.: Man lebt nur ewig, 2009)
- 2008: Biting The Bullet (dt.: Ein Quantum Blut, 2010)
- 2008: Bitten to Death
- 2009: One More Bite
- 2009: Bite Marks
- 2010: Bitten in Two
- 2011: The Deadliest Bite